# Канди, Джоди
Джоди Канди (англ. Jody Cundy: род. 14 октября 1978, Уисбич, Кембриджшир) ― британский параспортсмен, велосипедист и пловец. Участник шести Паралимпиад, на которых выиграл семь золотых медалей. 20-кратный чемпион мира.

## Биография
Родился 14 октября 1978 года в городе Висбеч, Англия. Канди родился с деформированной стопой, которую ампутировали, когда ему было три года.

## Плавательная карьера
Когда Канди было 10 лет, его родители познакомились с родителями девочки-инвалида, и они обсудили плавание с ограниченными возможностями. Канди рано показал потенциал, побив рекорды плавания для своей возрастной группы. Став ведущим членом команды местного клуба King’s Lynn, он дебютировал на международном уровне на чемпионате мира по плаванию на Мальте в 1994 году.
На Паралимпийских играх в Атланте и Сиднее он завоевал три золотые медали.
Он улучшил свой личный рекорд на четыре секунды и выиграл титул чемпиона мира на 100 м баттерфляем. После Паралимпийских игр 2004 года в Афинах, которые принесли ему бронзовую медаль, Канди присоединился к центру высокопроизводительного плавания в Суонси.

## Велосипедная карьера
В 2006 году он переключился с плавания на велоспорт, участвуя в международных соревнованиях в категории инвалидности C4. Завоевав золото в килограмме в своем дебюте на чемпионате мира 2006 года, он повторил этот успех в 2007 и 2009 годах, также завоевав титул чемпиона в командном спринте на обоих соревнованиях.
На Летних Паралимпийских играх 2008 года в Пекине, Канди побил мировой рекорд на пути к победе в гонке на время на 1 км со временем 1 минута 5,466 секунды. Это сделало его одним из немногих спортсменов, которые стали паралимпийскими чемпионами в двух разных видах спорта.
На летних Паралимпийских играх 2012 года ожидалось, что он выиграет золото в гонке на время 1 км среди мужчин C4 / 5, но вскоре после старта он упал. Технический делегат Международного союза велосипедистов Луи Барбо не согласился и отказал ему в перезапуске гонки. После этого выиграл бронзу в гонке преследования на 4 км среди мужчин C4 / 5 в гонке Диего Гомес из Колумбии. На первом километре гонки он показал время 1: 05.317 в заплывах, что позволило бы выиграть гонку на время на 1 км.
На 2016 летних Паралимпийских играх в Рио Канди вместе с Луи Рольфом и Джон-Алланом Баттервортом завоевали золотую медаль в смешанном командном спринте C1-5, установив мировой рекорд — 48,635. [15]
На Паралимпиаде 2020 в Токио Джоди Канди завоевал серебряную медаль в дисциплине Кило (C4-5).